# Roccafranca
Roccafranca là một đô thị thuộc tỉnh Brescia trong vùng Lombardia ở Ý. Đô thị này có diện tích 19 km², dân số 3746 người.
Đô thị này giáp với các đô thị sau: Chiari, Comezzano-Cizzago, Orzinuovi, Orzivecchi, Pumenengo, Rudiano, Soncino, Torre Pallavicina.